# Волобуєв Ігор Михайлович
Волобуєв Ігор Михайлович (1971 , Охтирка, Сумська область ) — колишній російський топ-менеджер українського походження, віцепрезидент Газпромбанку, багаторічний керівник прес-служби Газпрому.

## Життєпис
В 1989/94 роках навчався у Московському інституті нафти й газу. В 2000-х працював у видавництвах «Газоїл прес» та «Кур'єр», газетах «РТ-Трибуна» та «Труд», в 2000—2016 працював у Газпромі, де у 2007/16 роках керував прес-службою компанії, був заступником керівника департаменту інформаційної політики компанії. В 2015/22 роках працював у Газпромбанку, займався піаром промислових активів.
2 березня 2022 року покинув роботу й родину у Москві й втік до України, де дав кілька великих інтерв'ю, розповівши про свою пропагандистську діяльність на чолі прес-служби Газпрому та на посаді віцепрезидента Газпромбанку.
У червні 2022 року вступив до легіону «Свобода Росії». Весною 2023 році на Бахмутському напрямі був поранений при організації відходу військової групи.

## Сім'я
- Марина Дмитренко — перша дружина, українка
- Маргарита Горіна (розлучився) — дружина, також працювала в Газпромі з 2000 року.
  - Син 1996 р.н., інженер у Газпром-Трансгазі.[10]

## Нагороди
- Почесний нагрудний знак Головнокомандувача Збройних Сил України «Золотий хрест» (23 липня 2023)[11]